# Abbaye de Wąchock
L'abbaye de Wąchock (en polonais « Opactwo Cystersów w Wąchocku ») est une abbaye cistercienne en activité, située dans la ville éponyme, au centre de la Pologne.

## Localisation
L'abbaye est située sur la rive droite de la Kamienna (pl) ; à l'époque de l'implantation cistercienne, c'était une région très marécageuse et boisée. L'implantation est en revanche rare dans une région aussi densément peuplée, mais Tadeusz Manteuffel (pl) estime que la raison en est à chercher dans les tentatives conjointes du pape et de Bernard de Clairvaux d'implanter des ordres monastiques nombreux à proximité de la Russie pour ramener au catholicisme les populations tentées par l'orthodoxie.

## Histoire

### Fondation
Selon les sources médiévales, l'abbaye est fondée en 1179 par l'évêque de Cracovie Gedko (pl) (Gédéon). Les sources plus tardives et la tradition monastique confirment cette fondation, mais admettent la possible intervention de Casimir II le Juste. Les premiers moines viennent de France, sachant que Wąchock est une fondation directe de l'abbaye de Morimond. Pour autant, il est traditionnellement admis (notamment par Jan Długosz, l'abbé Brazewicz, T. Szydłowski ou Zygmunt Świechowski (pl)) que des moines sont venus d'Italie et ont apporté leur style architectural avec eux. Les recherches plus récentes sont assez réservées : l'influence architecturale italienne est évidente (en particulier, la parenté avec le groupe des abbayes de Fossanova, San Galgano, Casamari, Arabona et Ripalta est attestée), mais les constructeurs n'étaient pas forcément des moines, mais des frères convers ou des personnes extérieures ; cette unicité de provenance correspond mieux aux habitudes cisterciennes : un groupe de moines quitte une abbaye de manière groupée pour aller fonder un nouveau monastère. En l'occurrence, les moines de Wąchock venaient indubitablement de Morimond.

### Développement médiéval
Les ducs de Cracovie, et en particulier Boleslas V le Pudique, s'intéressent de près au développement de l'abbaye ; de nombreuses donations sont effectuées à son profit par la dynastie Piast.
La date de construction du monastère fait débat : l'archéologie se partage entre tenants d'une construction de la fin du XIIe siècle et ceux d'une construction du début du XIIIe siècle. En tout état de cause, l'abbaye était achevée vers 1250. Mais le passage des invasions tatares en Pologne est dommageable à l'abbaye. Les envahisseurs incendient la toiture de l'église, même s'il est avéré que les destructions opérées à cette époque ont été alors grandement exagérées par les chroniqueurs médiévaux : seule la charpente semble avoir réellement souffert des déprédations mongoles.

### L'abbaye à l'époque moderne
Un incendie particulièrement grave détruit une grande partie des bâtiments réguliers, sauf l'église, et contraint les moines à une reconstruction d'ampleur : la sacristie, le dortoir des moines, les archives, la chambre de l'abbé, le cloître, l'aile des convers, enfin une partie l'aile des communs (réfectoire, cuisine, chauffoir). La tradition attribue cet incendie aux troupes cosaques de Georges II Rákóczi en 1656, lors de la première guerre du Nord. Néanmoins, le style des reconstructions plaide pour un incendie plus ancien ; d'autant que la date de 1643, apposée au-dessus de la porte d'entrée de la tour qui prolonge l'aile ouest, indique probablement la fin d'un cycle de travaux. La destruction de l'abbaye par le feu serait alors à dater de 1637, et serait donc le fait des « Tatars » (en réalité les Cosaques zaporogues dirigés par Bohdan Khmelnytsky). Par contre, il est indéniable qu'une attaque suivie d'un incendie a bien lieu en 1656, cette fois imputables aux troupes hongroises ; mais les dommages qu'y subit l'abbaye sont plus légers et concerne surtout la toiture de l'église, complètement incendiée. Les travaux de reconstruction et d'embellissement s'achèvent vers 1687.

### Fermeture et restauration hasardeuse

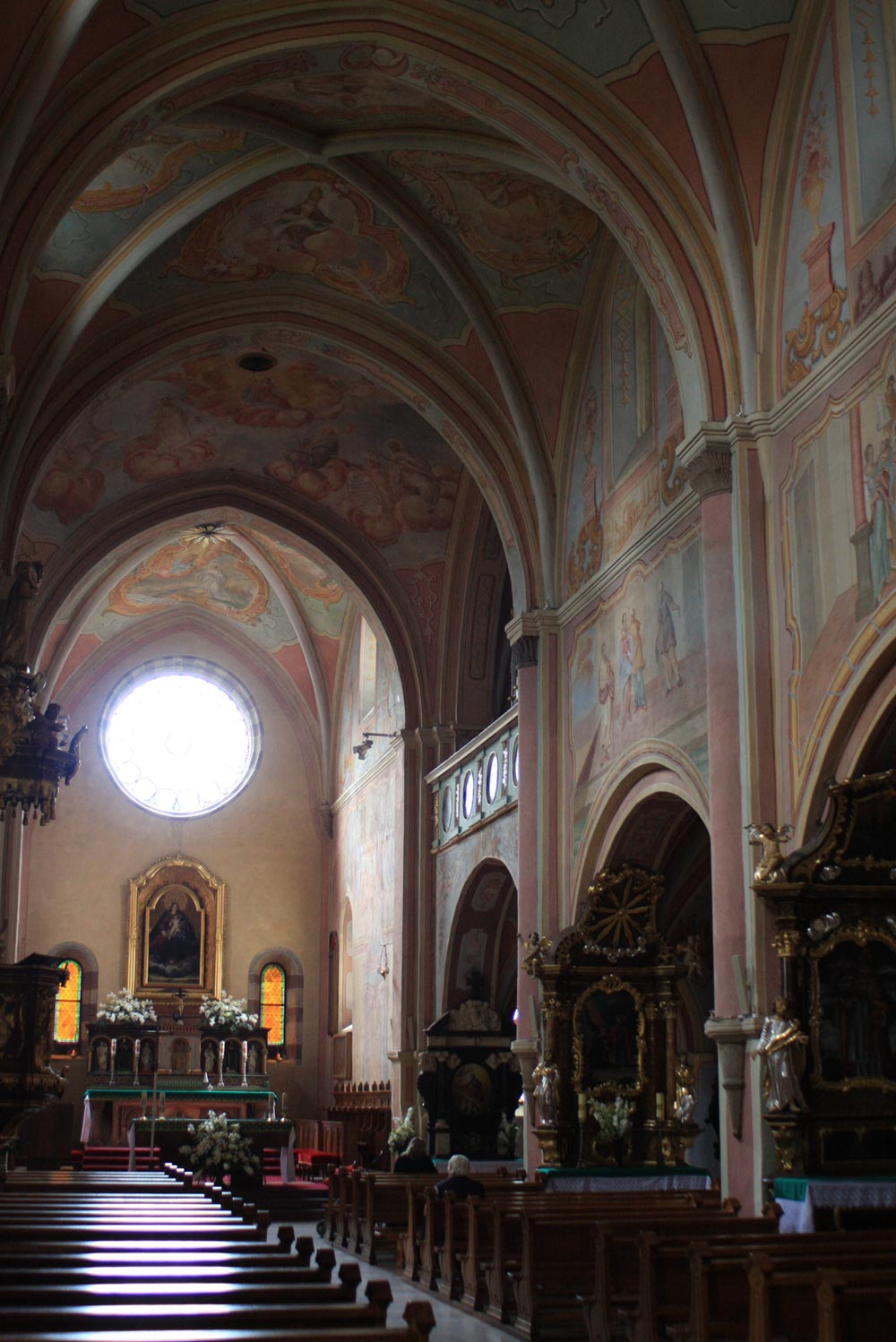
L'intérieur de l'église abbatiale. Les peintures polychromes issues de la restauration de la fin du XIXe siècle y sont bien visibles.

L'abbaye est fermée par les Russes en 1819.
En 1887 le monastère devient la propriété de la paroisse, et une tentative de restauration de l'église dans son état médiéval est entreprise. Malheureusement, elle est faite avec peu de discernement et plusieurs éléments médiévaux disparaissent lors de ces travaux : les verrières, par exemple, sont toutes agrandies, à l'exception du triplet du chœur, de celles du bas-côté méridional et du bras septentrional du transept ; les roses sont laissées en l'état, mais leur remplage est refait ; les peintures sont remplacées par une polychromie sans rapport avec un état préexistant ; enfin, les chapiteaux des colonnes engagées et les corniches sont notablement modifiés par des ajouts de plâtre.

### Réouverture

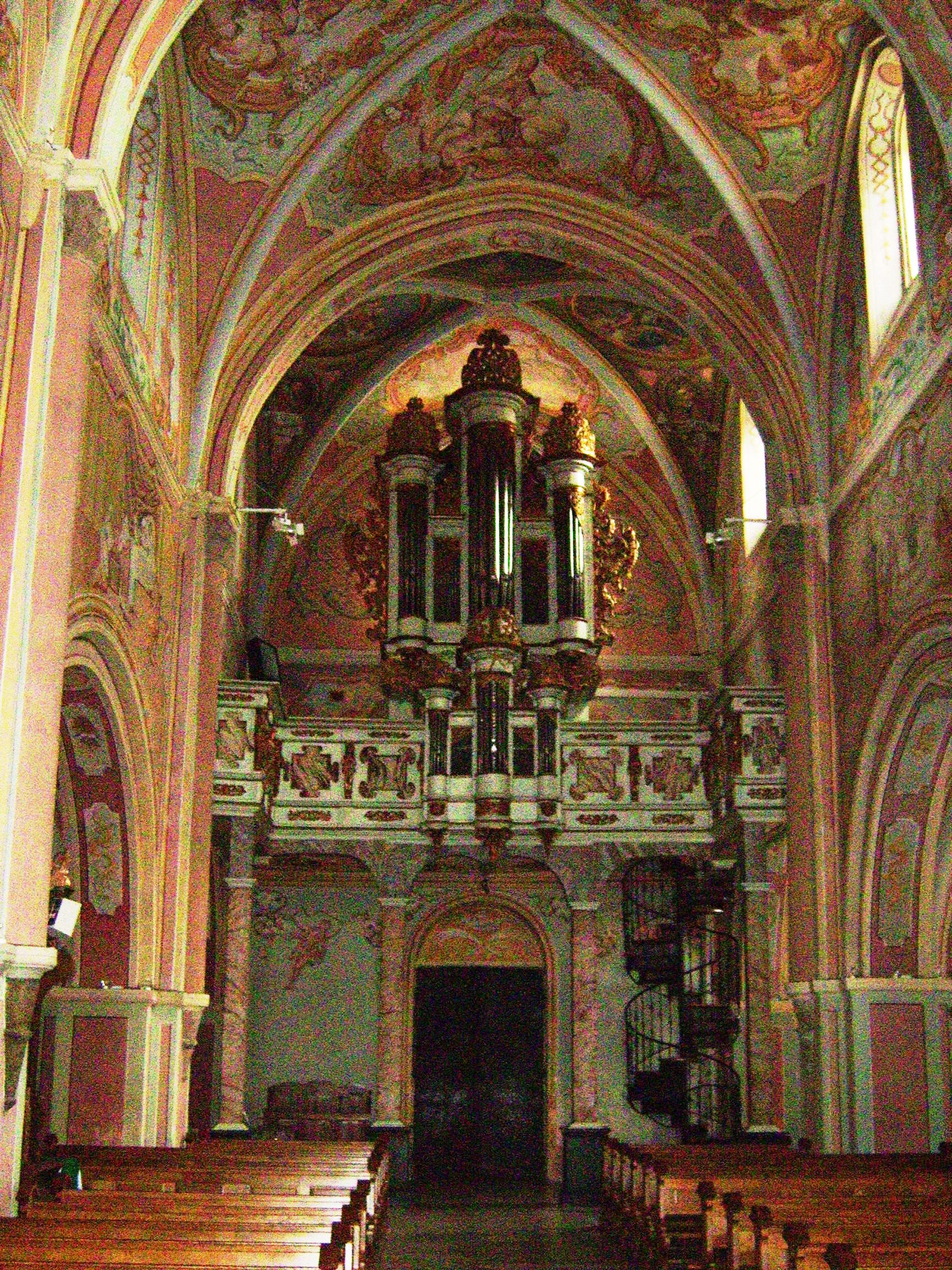
Le fond de la nef et l'orgue.

Les moines reviennent à l'abbaye en 1951.

## L'abbaye

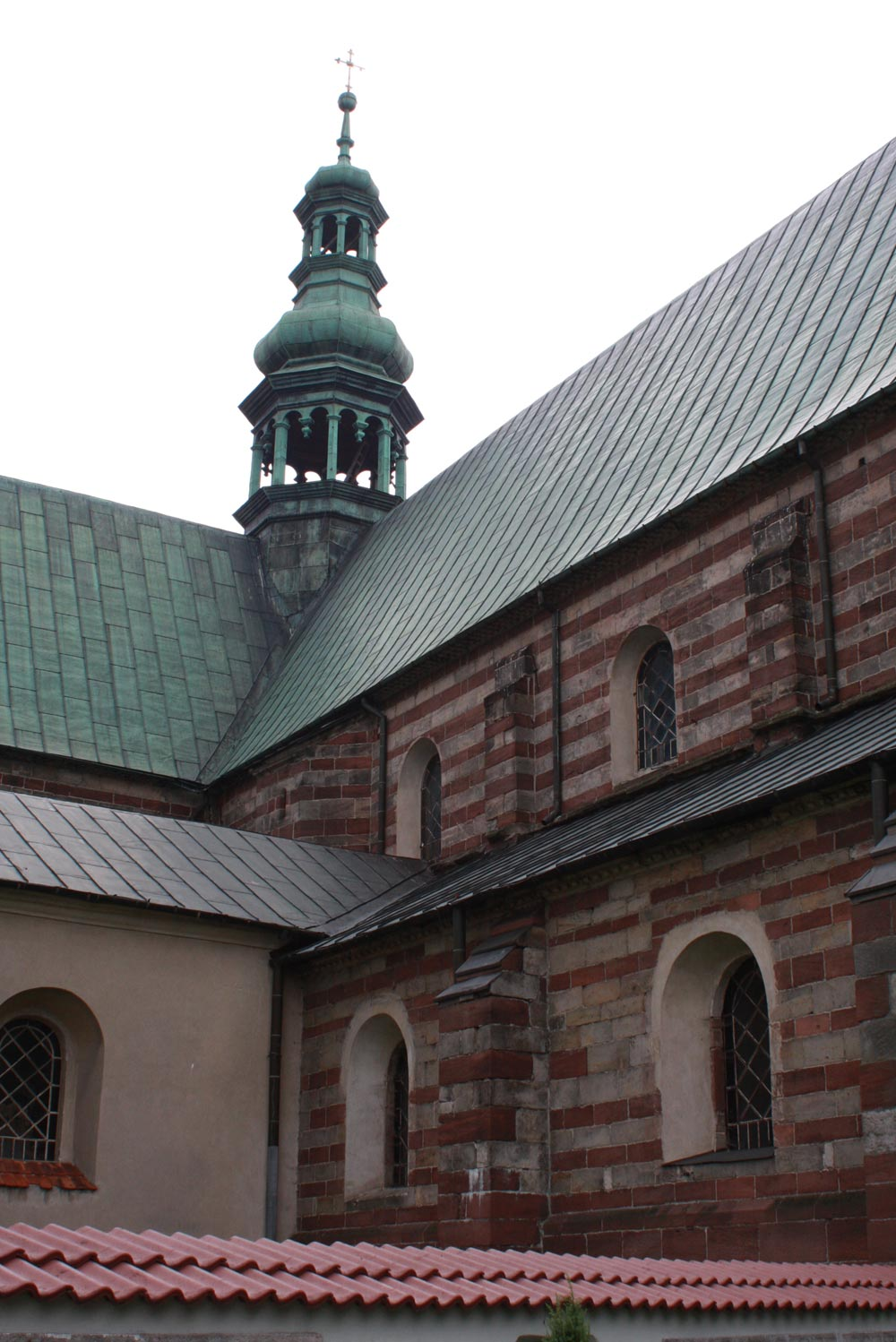
L'extérieur de l'église abbatiale. Lopere italico y est bien visible.

L'abbaye actuelle est principalement à dater du milieu du XVIIIe siècle (grandes reconstructions de 1643 et 1687), à l'exception de l'église abbatiale, qui, hors clocher baroque et toiture, date du XIIIe siècle ou de la fin du XIIe. En revanche, la décoration intérieure de l'église date principalement du XVIIIe siècle, notamment son décor de peinture dont l'achèvement est probablement à dater de 1764. De manière générale, la richesse de la décoration et de l'ornementation tranchent avec la sobriété généralement requise dans l'architecture cistercienne ; d'ailleurs, constatant ce relâchement des coutumes architecturales de sobriété et d'austérité, en particulier dans les abbayes polonaises et hongroises, le chapitre général cistercien de 1204 exigea un changement d'attitude et le retour à plus de simplicité.

### L'abbatiale
L'abbatiale est consacrée, comme le sont traditionnellement, les églises cisterciennes, à Marie ; elle a toutefois également reçu un second patronage, relativement courant en Pologne, qui est celui de Saint Florian (« Święty Florian »).
L'église, comme nombre d'édifices cisterciens, a été conçue selon une architecture gothique ; pour autant, le détail et le décor restent romans. L'homogénéité du bâti, élevé probablement en une seule campagne de travaux, laisse supposer un unique maître d'œuvre, particulièrement attentif à la perfection de l’assemblage et de la taille des éléments. Une inscription sur la façade laisse supposer que ce maître d'œuvre se nommait Simon, mais il ne s'agit que d'une hypothèse.
Si la décoration de l'église, les ouvertures et l'ornementation ont beaucoup évolué, le plan de l'église est resté très fidèle à l'idéal cistercien : nef de quatre travées, entouré de bas-côtés, transept de trois travées carrées, chevet plat à triplet de lancettes, chapelle latérale de chaque côté du chœur ; chœur, transept et nef sont dotés de voûtes d'égale hauteur. La nef est éclairée par les verrières hautes, situées au-dessus de la toiture des bas-côtés, ainsi que par les verrières situées dans les murs de ces derniers. Une grande rose orne le mur de façade occidentale, ainsi que deux fenêtres donnant sur les bas-côtés, mais qui ne sont probablement pas d'époque et datent vraisemblablement de la restauration du XIXe siècle. L'église originelle ne possède pas de clocher, mais seulement un clocheton de bois placé sur la croisée du transept, depuis remplacé par un clocher baroque. Comme dans d'autrs abbayes cisterciennes de Petite-Pologne (Jędrzejów (de) et Koprzywnica (de), Sulejów et Mogila), l'influence architecturale italienne est visible dans l'utilisation de l'opere italico, alternance de lits horizontaux de pierre rouge et de grès gris. Cet étagement est conçu de manière à équilibrer les lignes verticales de l'édifice par la création de lignes horizontales, ainsi qu'à donner l'illusion d'un plus grand allongement de l'église ; on retrouve l'application de cette technique dans le cordon partageant toutes les élévations internes en deux zones.
Initialement, l'église comptait six portes. Il n'en reste que deux : le portail principal, à l'extrémité occidentale de la nef, et le portail des moines, qui fait communiquer l'abbatiale et la partie orientale du cloître. Une entrée donnant sur le bas-côté nord est aujourd'hui murée, ainsi que l'ancienne porte des convers, donnant sur la partie ouest du cloître ; les portes donnant sur le dortoir des moines ainsi que sur la sacristie n'existent plus ; l'ancien escalier de pierre permettant aux moines de descendre directement du dortoir à l'église a été remplacé par une construction de bois.
Comme il était courant de le faire dans les édifices cisterciens de l'âge d'or, les sculptures sont non figuratives et représentent pour la plupart des décors végétaux, principalement des feuilles ornant les chapiteaux, mais aussi des grappes de raisin sur les consoles du chœur. Toutefois, et c'est extrêmement rare dans une église cistercienne, la clef de voûte du croisillon sud est ornée d'un Christ crucifié aux bras ailés.

### Le cloître et les bâtiments monastiques

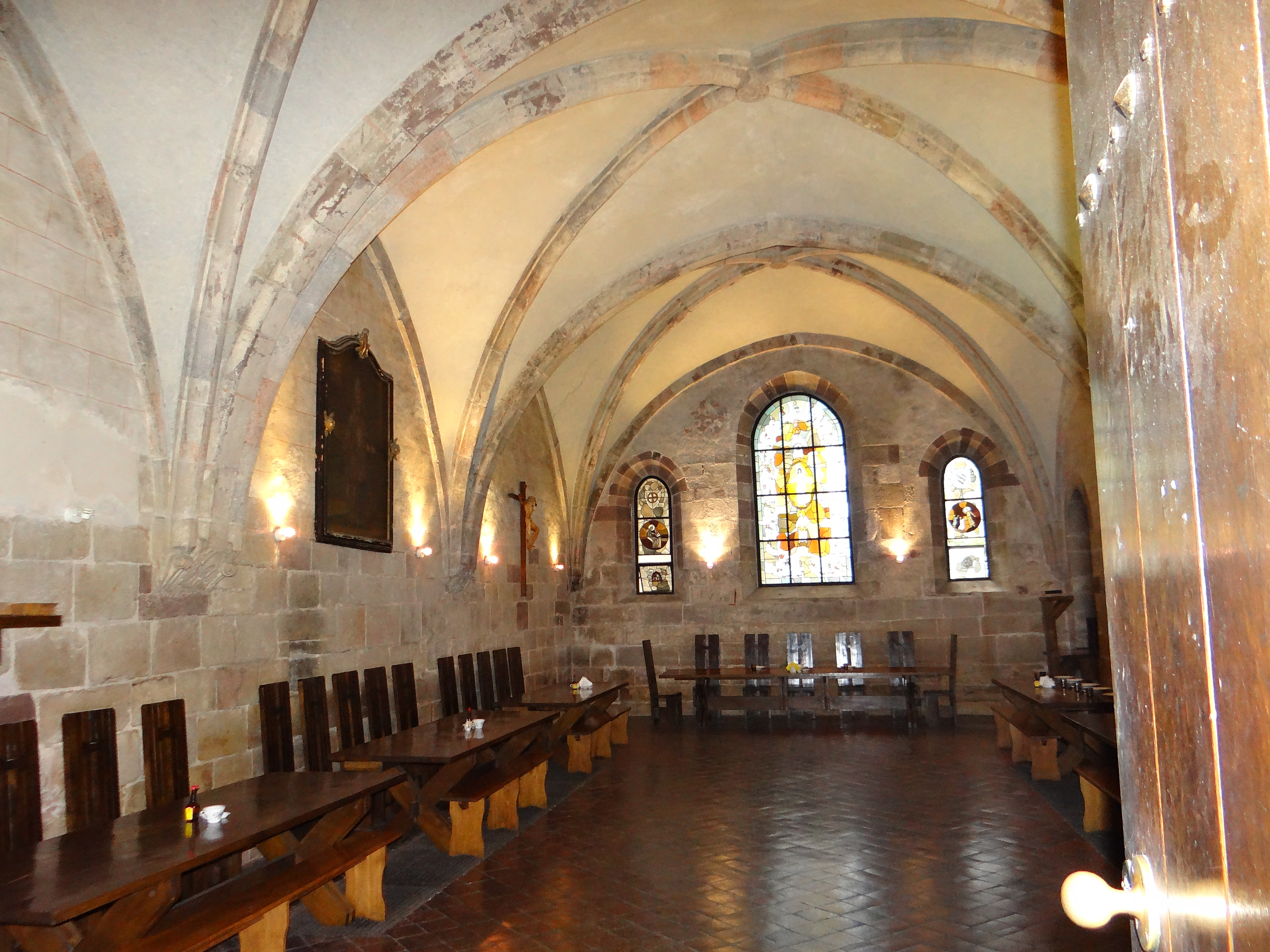
Le réfectoire des moines.

Le plan des bâtiments monastiques est très respectueux du plan traditionnel des abbayes cisterciennes. Ainsi, l'aile orientale abritait la sacristie, la bibliothèque, la salle capitulaire, l'infirmerie et la salle des moines au rez-de-chaussée ; à l'étage, ce bâtiment comprenait le dortoir des moines, la chambre de l'abbé et les archives.
La salle capitulaire de Wąchock, de forme carrée, est à trois nefs et donc neuf travées, éclairée à l'est par un oculus entouré de deux verrières, et à l'ouest par deux baies entourant la porte d'accès et donnant sur le cloître. Les travées, à croisées d'ogives portant sur des arcs en plein cintre, retombent sur quatre colonnes centrales et six culots. La salle est richement décorée de sculptures et de peintures ; les sculptures, présentes sur les chapiteaux et bases des colonnes, sur les culots et clefs de voûte, représentent des motifs végétaux, ou, pour les bases des colonnes, d'animaux. Les peintures sont très dégradées, mais il est encore possible d'y voir un cistercien ainsi que deux autres personnages ; le reste des enduits correspondait à des polychromies étalés sur tous les éléments sculptés. La salle des moines, également de forme carrée, comporte quatre voûtes sur croisées d’ogives, retombant sur un gros pilier central flanqué de pilastres, ainsi que sur quatre colonnes engagées le long des murs et sur des culots d'angles ; une seule fenêtre orientale l'éclaire. On constate dans ces deux salles, là encore, qu'il y a un mélange des techniques romanes et gothiques : les croisées d'ogives avoisinent (et parfois sont supportées par) des voûtes en plein cintre ; l'apparence, les proportions, les décors et surtout le décor sculpté sont ceux d'un édifice roman. En outre, les techniques gothiques, alors en plein développement, ne sont pas encore parfaitement maîtrisées. Ainsi, les nervures de la salle capitulaire et de la salle des moines ne paraissent pas remplir le moindre rôle structurel.
L'aile méridionale de l'abbaye regroupait le chauffoir, les cuisines et le réfectoire ; seul ce dernier est conservé dans son état primitif, les autres pièces ayant été démolies au XVIIe siècle. Il est perpendiculaire à la galerie du cloître, de forme rectangulaire et à trois travées d'une grande portée sans appui intermédiaire. Dans ces bâtiments moins nobles que l'église, la brique commence à être utilisée, sous forme d'éléments de grandes dimensions, y compris dans les voûtes.
Enfin, l'aile des convers, qui forme le quatrième côté du cloître (partie occidentale), a été presque entièrement reconstruite après les destructions presque totales de 1637.